# Kuhlstückenmoor
Als Kuhlstückenmoor wird ein kleines Naturschutzgebiet südlich von Düdenbüttel im Landkreis Stade bezeichnet. Es handelt sich um eine Hochmoorrestfläche von 16 Hektar, die auf dem Stader Geestrücken liegt.

## Allgemeines
Das Kuhlstückenmoor wurde in der Vergangenheit weitgehend entwässert und durch Handtorfstich stark zerkuhlt. Heute wächst dort ein Birkenwald, in dessen Mitte sich eine offene nasse Fläche befindet, auf der größere Bestände an Torfmoos und Moosbeeren wachsen. Um diese Reste der ursprünglichen Hochmoorvegetation zu erhalten, wurde dort in den 1980er Jahren eine Entkusselung durchgeführt.
Das Naturschutzgebiet trägt das amtliche Kennzeichen NSG LÜ 130.